# 가지산 (전남)

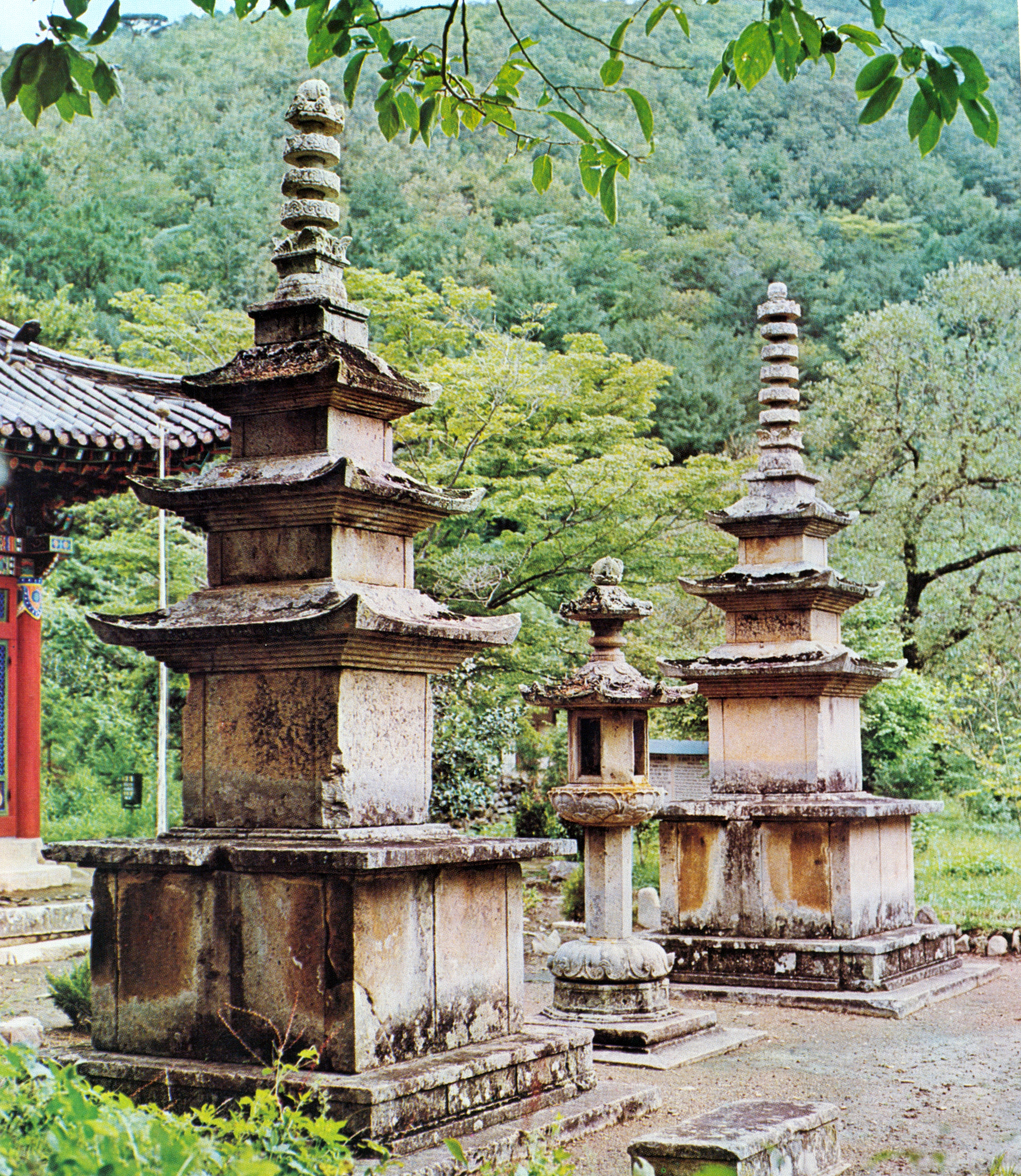
보림사의 삼층석탑과 석등

가지산(迦智山)은 전라남도 장흥군에 있는 산이다.

## 유래
신라말 원표대사(元表大師)가 인도에 있을 때 신이한 기운이 삼한 밖 아득히 먼곳으로부터 비쳐와 그 기운만을 바라보고 산 넘고 바다를 건너 오묘한 곳을 찾아내 자리를 잡으니 산세가 인도의 가지산, 중국의 가지산과 같아서 가지산이라 했다고 한다.

## 같이 보기
- 한국의 산